# جزر بابا وبهت
جزر بابا وبهِت (بالأردية: جزیرہ بابا بھٹ) هما جزيرتان صغيرتان ومكتظتان بالسكان تقعان في ميناء كراتشي، في كراتشي، باكستان. تبلغ المساحة التقريبية للجزر نحو 4 كيلومترات مربعة ويبلغ عدد سكانها قرابة 25 ألف نسمة[بحاجة لمصدر]. يوصل إليها عبر خدمة العبارات من بلدة كيماري الساحلية بكراتشي.
الجزيرتين، إلى جانب جزيرة شمس بير، هي قرى صيد قديمة في المرفأ تسبق التأسيس الرسمي لكراتشي. يُزعم أن عمر الجزيرتين يزيد عن 400 عام. تضم الجزيرة مجموعاتين قومية حيث يألف الكوتشيون 90٪ والسنود 10٪ وجميع السكان مسلمون. يشير صيادو الكوتشي المحليون إلى أنفسهم باسم موريو باتا. ساعد القرويون من هذه الجزر فيما بعد في استيطان جزيرة شمس بير.